# Астрахань

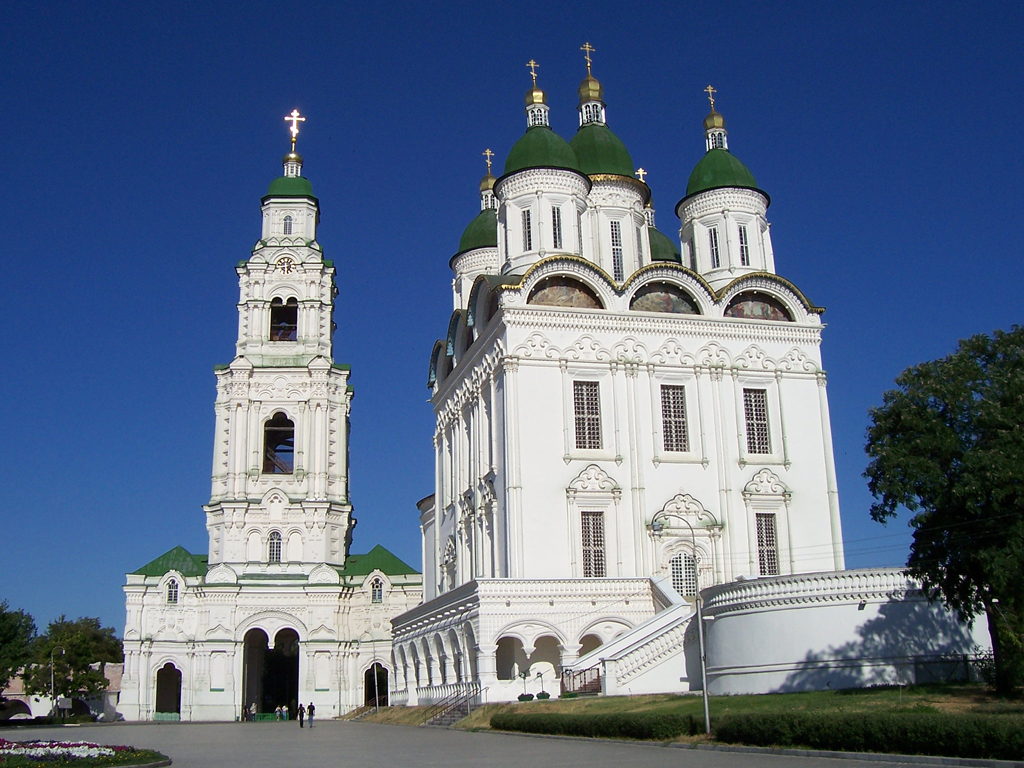
Успенський п'ятиглавий собор — символ Астрахані (1700–1710)

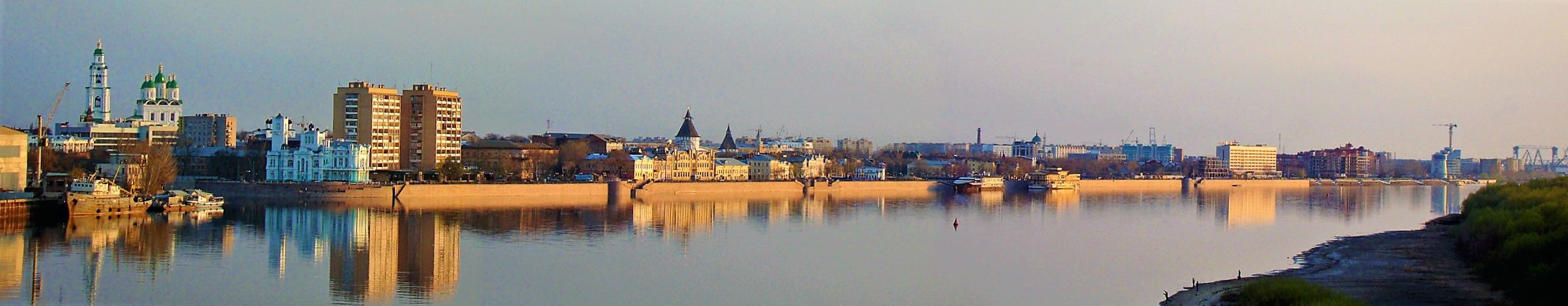
Панорама центральної частини Астрахані з «нового мосту»

А́страхань (рос. Астрахань, каз. Астрахан, Қажытархан) — місто у Росії, адміністративний центр Астраханської області.
Місто розташоване в дельті Волги на лівому березі головного річища і на островах за 100 км від Каспійського моря. Населення: 465 тисяч осіб (2025).

## Етимологія
Щодо походження назви міста існує безліч легендарних і напівлегендарних тлумачень.
Дві поширені в минулому думки на цю тему, ніби назва міста походить від слов'янського «страхань» — проріз, або від скіфських слів «ас» — воєвода, і «тархан»; обидві версії спростував іще XVIII століття російський історик В. М. Татищев.
Назва міста у різних записах Повного зібрання руських літописів: Азсторокань, Азтаракань, Азтарокань, Азторакань, Азторокань, Азторохань, Асторокань, Асторохань, Астрохань, Хазторокань.
Такою ж неспроможною є усіляко пропагована за царювання Івана Грозного версія про тотожність назв Тмуторокань і Азторокань, яка з'явилася на догоду політичним інтересам з метою обґрунтувати домагання Москви на старовинні давньоруські тмутороканьські землі. Повторно це тлумачення з'явилося в аматорських працях астраханського краєзнавця М. Кононенка вже в 1990-х роках, пояснюючи назву «Аз-торок-кань» як «грань (кінець) першої засіки». Утім і ця версія не витримує жодної критики, оскільки автор для обґрунтування вигадав деяке Азтороканське князівство або царство, яке ніби існувало ще до приходу монголів до Надволжя і Дінщини («Царство до Дону»).
У татар-мішарів є легенда про те, що вони мали свого правителя Сарай-хана, який мав синів Астер-хан і Касим-хан. У цій легенді явно видно спробу пояснити походження назв міст Сарай, Астрахань і Касимов.
Найпоширенішим серед астраханців переказом є про деякого хана на ім'я Астра, який правив тамтешніми землями за далеких часів, або ж про його дочку Астру, на честь яких було названо місто. Легенда має явно пізніше російськомовне походження. Щодо її правдоподібності в наукових колах питання ніколи не ставилося.
Існують також спірні гіпотези, які пов'язують назву міста з племенем асів, що нібито кочували тут у середні віки, та з тарханною грамотою, отриманою асами від хана Золотої Орди. Однак, про жодне племя асів околицями Астрахані з історичних чи археологічних джерел вченим нічого не відомо. Історично відомі аси або яси — це іраномовні алани Північного Кавказу і Дінщини, а згадуються вони в контексті Нижнього Надволжя лише один раз у дорожніх записках Віллема з Рубрука, як жителі міста Суммеркента у передмонгольські часи.
Існувала версія походження топоніму Астрахань від тюркського ас — низ, нижній (або асра — внизу) і таркан / тарган — розташований (від тар / тур / тор — стояти, перебувати). Таким чином Астаракан — місце, розташоване в пониззі; нижнє.
До 1666 року відносяться відомості про місто турецького мандрівника і письменника Евлії Челебі, який зберіг до нашого часу ще один переказ про походження назви міста. Він називає Астрахань так само, як і інші мандрівники та письменники турецького і кримського походження, — Аждерхан, і пише, що раніше околицями міста мешкав злісний дракон — аждерха (поширений у тюркському фольклорі персонаж), якого переміг джигіт, звільнивши жителів. Місто, засноване на місці загибелі дракона, вирішено було назвати ім'ям дракона — Аждерхан («Драконів»). Астраханський етнограф А. В. Сизранов відзначив цікаву паралель цього переказу з переказом про Зіланта — змія (дракона), символ татарської Казані.

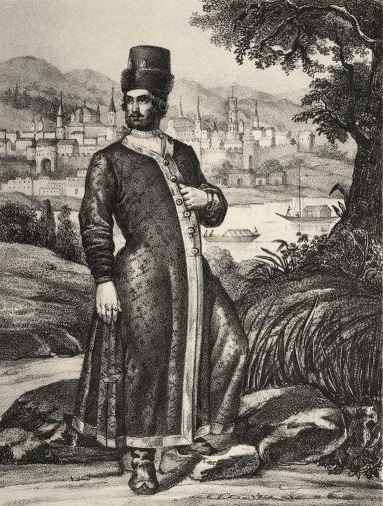
Місто Астрахань на початку XVII сторіччя. Чоловік у терлиці та шапці мурмолці

Найраніша згадка міста знаходиться в арабського мандрівника Ібн Баттута, який відвідав Хаджи-Тархан 1334 року. Він писав: «Тархан означає в них (у татар) місце, звільнене від податей… Місто це отримало свою назву від тюркського хаджи (паломника), одного з благочестивців, що з'явився цим місцем. Султан віддав йому це місце безмитно, і воно стало селом; згодом воно збільшилося і стало містом». Цю версію походження назви переказували В. Н. Татищев та С. Ґ. Ґмелін, почувши її від астраханських татар. Зустрічається цей переказ і пізніше, в історичних записках ХІХ століття, будучи записаним зі слів місцевих релігійних (ісламських) авторитетів.
У сучасній історичній науці саме останнє тлумачення вважається єдино обґрунтованим, оскільки існує матеріальне свідчення: велика кількість золотоординських монет XIV—XV століть, виявлених як на території городища Куйок-Кала (рос. Шареный Бугор), так і на інших золотоординських городищах, на котрих чітко читається місце карбування — місто Хаджи-Тархан. Назва цього золотоординського міста різні мандрівники та посли вимовляли по-різному, оскільки говорили різними мовами і пристосовували їх до незнайомого звучання. З цієї причини назви Хаджи-Тархан, Ас-Тархан, Цитрахань, Цитархан, Дастархан, Аштар-хан, Гаджи-Тархань, Гінтрахань, Аджи-Дархан, Адяш-Тархан, Асторогань тощо — це все назви одного міста. Головну роль у спотворенні назви Хаджи-Тархана, виникненні на початку XVI століття кримсько-османського різновида з початковим А- Аждарханом і перетворенні його на Астрахань зіграли закони переходу звуків у тюркських мовах (Хаджи > Аджи > Азі > Аз > Ас) і транслітерації тюркської назви міста при його написанні латинськими літерами на середньовічних картах-портоланах та при повторному прочитанні.

## Історія

### Астраханське ханство
На думку низки істориків, поблизу сучасної Астрахані знаходився Ітиль, столиця Хозарського каганату в середині VIII—X століть. Але місце розташування міста ідентифікувати не вдалося, тому історія Астрахані починається з татарського поселення XIII століття.
Перша достовірна згадка про Астрахані, тоді Хаджи-Тархані, залишив в 1333 році арабський мандрівник Ібн Батута. Хаджі-Тархан був осінньою резиденцією ханів Золотої Орди, місто вважалося великим торговим центром на шляху з Персії та Індії в руські князівства і Європу. В 1395 році по землях Золотої Орди прокотилися орди Тамерлана, Хаджі-Тархан був пограбований і прийшов до занепаду. З 1456 Астрахань стала столицею Астраханського ханства, досить слабкої держави з переважно кочовим татарським населенням.

### Московське панування
У 1556 Іван Грозний приєднав Астраханське ханство до Московії, а в 1558 місто було перенесене нижче на інший, лівий берег Волги, за 12 км від колишнього місця, щоб було легше оборонятися від неспокійних сусідів. Будівництво фортеці в 1558 році на новому місці прийнято вважати датою заснування Астрахані, хоча адміністративний статус міста Астрахань отримала за Петра I. Населення Астрахані у 1599 становило 5 000 осіб, головним чином гарнізон фортеці.
У 1670 жителі Астрахані впустили в місто Степана Разіна, організували народне самоврядування. Через рік царський воєвода обложив фортецю, астраханці здали останній оплот народного повстання (бунту) через два з половиною місяці.
Епідемія чуми в 1692 забрала життя більше 10 000 з 16 000 мешканців міста (62,5 %).

### Російська колонізація
Колонізація краю російським населенням починається інтенсивно з XVIII століття. Указом Петра I від 22 листопада 1717 створена Астраханська губернія, по території збігається приблизно з нинішнім Приволзьким федеральним округом. Астрахань отримала статус губернського міста (до того офіційно вважалася фортецею). У наступні роки територія Астраханської губернії змінювалася указами згідно з внутрішнім розвитком Російської імперії.
У 1790–1796 була центром Кавказького намісництва.
У 1888 населення Астрахані зросло до 74 000 жителів. За відомостями 1900, в Астрахані значилося вже 122 000 жителів.
Сучасні кордони Астраханська область отримала 27 грудня 1943.

### Радянська доба
Жовтневий переворот 1917 призвів до 2-тижневих боїв на вулицях міста в лютому 1918, у результаті більшовики розбили контрреволюційне козацтво і встановили владу Рад в Астрахані. Влітку-восени 1919 р. на підступах до Астрахані розгорілися запеклі бої громадянської війни. У листопаді того ж року Червона Армія перейшла до наступальних операцій проти білогвардійців.
До 1934 Астрахань адміністративно входила до складу Нижньоволзького краю з центром у місті Саратові, з 1934 — Сталінградського краю, а потім Сталінградської області. З 1943 Астрахань — центр Астраханської області.
Влітку 1942, гітлерівські війська підходили до Астрахані на 100—150 км. Суцільної лінії фронту не було, бойові дії велися із маневрами по калмицькому степу. Авіація противника бомбила річкові судна на Волзі, кілька бомб впало і на Астрахань. Астрахань під час війни була важливим перевалочним пунктом пально-мастильних матеріалів з Кавказу у бік центральної Росії, у місті було зосереджено багато шпиталів.

## Фізико-географічна характеристика
Місто розташоване на численних островах річки Волга, що зумовлює велику кількість мостів — їх у місті 38. Найбільшими з них є два Астраханських мости, старий та новий. Велика частина міста лежить нижче рівня світового океану на висотах близько −20 м (уріз води Волги знаходиться на позначці −26 м, у період повені підвищується до −23 м) . Рослинна зона: полинова (північна) пустеля, заплавні луки і тугайові ліси. Ґрунти: бурі пустельні, алювіально-лукові.

### Географічне положення
Астрахань розташоване на південному сході Східноєвропейської рівнини, в Прикаспійській низовині, в зоні напівпустель. Координати центру: 46°21′ пн. ш. 48°2′ сх. д. / 46.350° пн. ш. 48.033° сх. д.. Розташовуючись на 11 островах, місто простяглося узбережжям Волги на понад 45 км. Рельєф плоско рівнинний, з окремими невеликими пагорбами відносною висотою 5-15 м. Висота середмістя над рівнем моря становить −23 м.

### Клімат
Клімат помірно-континентальний, посушливий з великими річними і літніми добовими коливаннями температури повітря, малою кількістю опадів та великою випаровуваністю води. Взимку рідкі опади випадають у вигляді дощу або снігу, який зазвичай швидко тане. Притаманні східні, південно-східні та північно-східні вітри, що визначають сухість і запиленість повітря влітку (суховії) та порівняно невисокі температури взимку. Зима починається 15-20 листопада, літо (період з середньою температурою повітря вище +15 °C) починається з перших чисел травня і триває 4,5 місяця.
За рік буває у середньому 213 сонячних днів. Тривалість дня в Астрахані змінюється від 8 години 36 хвилин 22 грудня до 15 години 48 хвилин 22 червня. Річна норма опадів: 234 мм. За кількістю опадів Астрахань є найбільшим посушливим містом Європи.
Перші спостереження за погодою почали проводити з 1745 року окремі ентузіасти-астраханці. 1888 року при Астраханському реальному училищі було відкрито метеостанцію. 1934 року створено Астраханське відділення гідрометслужби, яке після низки реорганізацій було перетворено 1987 року на Астраханський центр з гідрометеорології та моніторингу навколишнього середовища. Найвища температура, зазначена в Астрахані за період спостережень: +43.4 °C, найнижча: −33.6 °C.
- Середньорічна температура — 10,1 °C
- Середньорічна вологість повітря — 70 %.
- Середньорічна швидкість вітру — 3 м / c.

| Клімат Астрахані         | Клімат Астрахані | Клімат Астрахані | Клімат Астрахані | Клімат Астрахані | Клімат Астрахані | Клімат Астрахані | Клімат Астрахані | Клімат Астрахані | Клімат Астрахані | Клімат Астрахані | Клімат Астрахані | Клімат Астрахані | Клімат Астрахані |
| Показник                 | Січ.             | Лют.             | Бер.             | Квіт.            | Трав.            | Черв.            | Лип.             | Серп.            | Вер.             | Жовт.            | Лист.            | Груд.            | Рік              |
| Абсолютний максимум, °C  | 14,0             | 16,9             | 24,0             | 32,0             | 36,8             | 39,9             | 41,0             | 40,8             | 35,8             | 29,9             | 21,6             | 16,4             | 41,0             |
| Середній максимум, °C    | −1               | −0,1             | 6,7              | 17,7             | 24,1             | 29,1             | 31,6             | 30,0             | 24,0             | 15,4             | 7,1              | 1,3              | 15,5             |
| Середня температура, °C  | −4,8             | −4,7             | 1,4              | 11,4             | 17,8             | 23,0             | 25,2             | 23,4             | 17,3             | 9,6              | 3,2              | −1,8             | 10,1             |
| Середній мінімум, °C     | −7,8             | −8,2             | −2,6             | 6,1              | 12,2             | 17,3             | 19,4             | 17,5             | 11,9             | 5,2              | 0,2              | −4,4             | 5,6              |
| Абсолютний мінімум, °C   | −31,8            | −33              | −26,9            | −8,9             | −1,1             | 6,1              | 10,1             | 6,1              | −2               | −10,5            | −25,8            | −29,9            | −33              |
| Норма опадів, мм         | 15               | 10               | 16               | 25               | 22               | 21               | 15               | 17               | 23               | 17               | 17               | 15               | 222              |
| ------------------------ | ---------------- | ---------------- | ---------------- | ---------------- | ---------------- | ---------------- | ---------------- | ---------------- | ---------------- | ---------------- | ---------------- | ---------------- | ---------------- |
| Джерело: Погода и климат |                  |                  |                  |                  |                  |                  |                  |                  |                  |                  |                  |                  |                  |

## Демографія
| 1811     | 1840     | 1856     | 1863     | 1888     | 1897     | 1913     | 1914     | 1926     | 1931     | 1939     | 1956     | 1959     |
| -------- | -------- | -------- | -------- | -------- | -------- | -------- | -------- | -------- | -------- | -------- | -------- | -------- |
| 37 800   | ↗45 900  | ↘34 600  | ↗42 800  | ↗74 000  | ↗112 880 | ↗150 700 | ↗154 500 | ↗184 000 | ↗209 000 | ↗259 000 | ↗276 000 | ↗295 768 |
| 1962     | 1967     | 1970     | 1973     | 1975     | 1976     | 1979     | 1982     | 1985     | 1986     | 1987     | 1989     | 1990     |
| ↗320 000 | ↗368 000 | ↗410 473 | ↗435 000 | ↗447 000 | →447 000 | ↗461 003 | ↗474 000 | ↗489 000 | ↗497 000 | ↗509 000 | ↗509 210 | ↘478 000 |
| 1991     | 1992     | 1993     | 1994     | 1995     | 1996     | 1997     | 1998     | 1999     | 2000     | 2001     | 2002     | 2003     |
| ↗512 000 | →512 000 | ↘511 000 | ↗512 000 | ↘482 000 | ↗484 000 | ↗490 000 | ↘486 000 | ↗488 000 | ↘486 100 | ↘479 700 | ↗504 501 | ↗504 700 |
| 2004     | 2005     | 2006     | 2007     | 2008     | 2009     | 2010     | 2011     | 2012     | 2013     | 2014     | 2015     | 2016     |
| ↘502 800 | ↘501 300 | ↘499 000 | ↗500 200 | ↗503 100 | ↗504 141 | ↗520 339 | ↗520 700 | ↗525 387 | ↗527 345 | ↗530 863 | ↗532 699 | ↘531 719 |
| 2017     |          |          |          |          |          |          |          |          |          |          |          |          |
| ↗532 504 |          |          |          |          |          |          |          |          |          |          |          |          |

В Астрахані проживають представники понад 173 національностей, є сусідами 14 релігійних конфесій, функціонують 17 товариств національних культур, 155 громадських об'єднань.
| Народ                         | Чисельність, осіб | Частка від тих, для кого у матеріалах перепису є відомості про національність, % |
| ----------------------------- | ----------------- | -------------------------------------------------------------------------------- |
| Московити                     | 339 853           | 77,93                                                                            |
| Татари                        | 30 432            | 6,98                                                                             |
| Казахи                        | 23 783            | 5,45                                                                             |
| Азербайджанці                 | 5737              | 1,31                                                                             |
| Вірмени                       | 4195              | 0,96                                                                             |
| Українці                      | 4141              | 0,95                                                                             |
| Ногайці                       | 3777              | 0,87                                                                             |
| Аварці                        | 3693              | 0,85                                                                             |
| Лезгіни                       | 3255              | 0,75                                                                             |
| Цигани                        | 2141              | 0,49                                                                             |
| Інші                          | 11 080            | 2,54                                                                             |
| Усього вказали національність | 436 075           | 100,00                                                                           |
| Національність не вказано     | 84 264            |                                                                                  |

Населення Астрахані по районах, у % за переписом 2010 р.
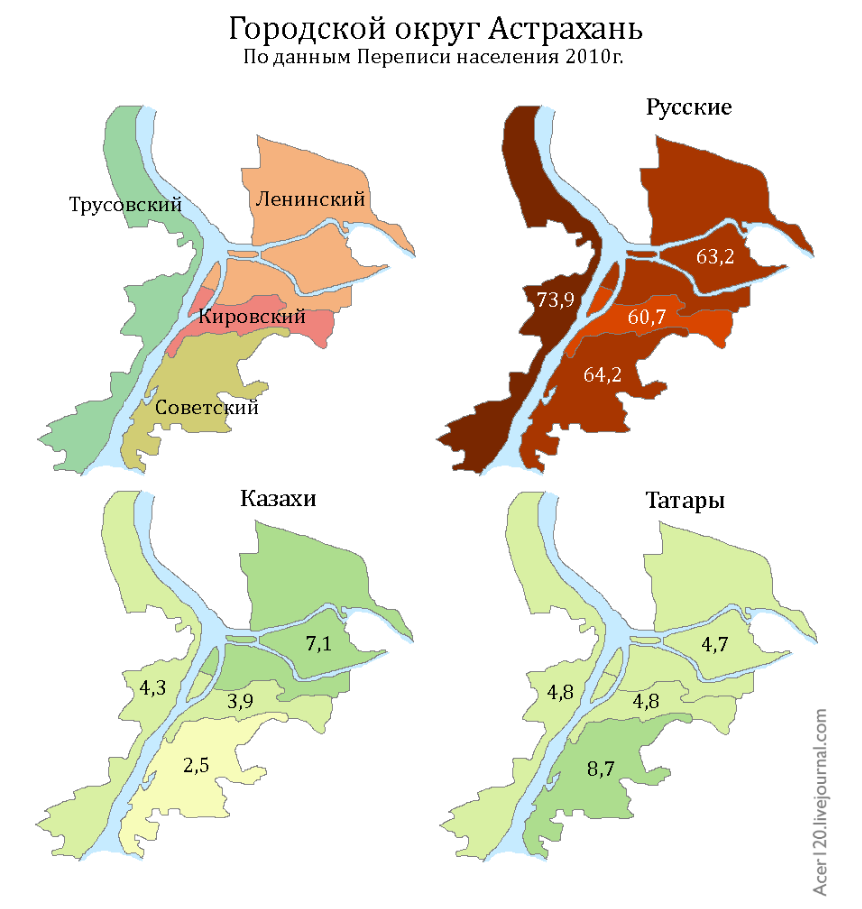
I частина
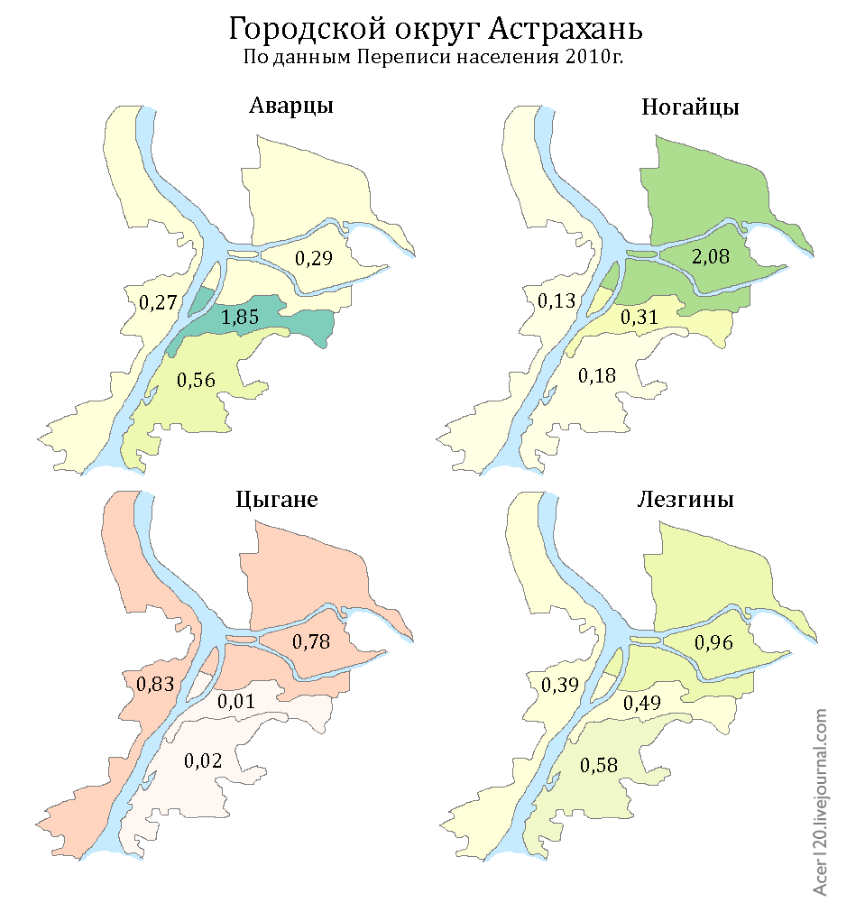
II частина

## Адміністративно-територіальний устрій

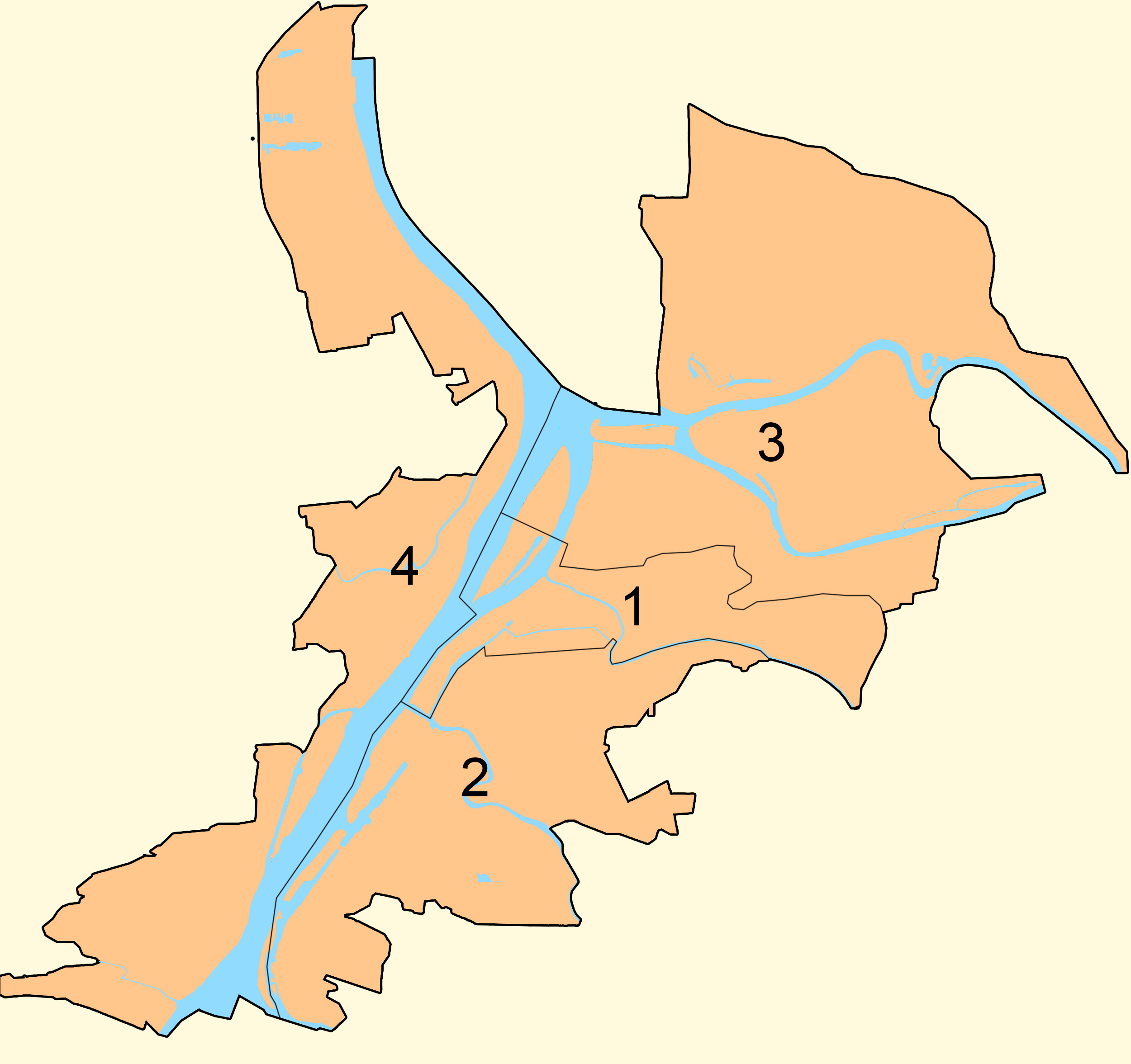
Адміністративний поділ
Астрахані

Астрахань ділиться на 4 райони:
| № | Район       | Площа, км² | Населення, осіб |
| - | ----------- | ---------- | --------------- |
| 1 | Кіровський  | 17,6       | ↘117 996        |
| 2 | Радянський  | 100        | ↗151 356        |
| 3 | Ленінський  | 200        | ↘147 952        |
| 4 | Трусовський | 76         | ↗115 200        |

### Органи влади
Державна влада у місті здійснюється на підставі Статуту, який було ухвалено рішенням Міської Думи муніципальної утворення «Місто Астрахань» від 31 березня 2016 р. № 24. Вищою посадовою особою міста є голова муніципального утворення «Місто Астрахань», який обирається громадянами Російської Федерації, які проживають на території Астрахані і мають відповідно до федерального закону активне виборче право, на основі загального рівного та прямого виборчого права при таємному голосуванні на строк 5 років. З 20 грудня 2011 року по 22 листопада 2013 року мером міста був Михайло Миколайович Столяров.
У зв'язку з арештом Столярова за підозрою в отриманні хабара в особливо великому розмірі, який тимчасово виконував обов'язки голови адміністрації Астрахані з 15 листопада 2013 року, була начальник правового управління адміністрації Астрахані — заступник мера з правового забезпечення Ірина Юріївна Єгорова.
За підсумками виборів мера міста з 18 лютого 2015 року до 5 жовтня 2015 року головою міста була Симеонова Олена Іванівна, яка до цього займала посаду голови міської думи.
12 березня 2015 року по 5 жовтня 2018 року депутатами Астраханської міської думи було обрано на посаду голови адміністрації (сіті-менеджера) Астрахані Полумордвінов Олег Анатолійович, після 16 листопада 2018 року по 25 лютого 2020 року Радик Ленартович Харсисов. З 26 лютого 2020 року до 28 лютого 2020 року посада в. о. голови адміністрації займала Ельвіра Раудіновна Мурадханова. З 3 березня 2020 року, по 29 вересня 2020 року офіційно посаду обіймала Марія Миколаївна Пермякова.

### Зовнішні зв'язки
У місті розташовані:
Консульства:
- Іран: генеральне консульство Ісламської Республіки Іран в Астрахані (вул. Адміралтейська, б. 3);
- Казахстан: консульство Республіки Казахстан в Астрахані (вул. 1-ша Аршанська, б. 17);
- Туркменістан: консульство Туркменістану в Астрахані[67] (вул. 1-ша Аршанська, б. 11);

Ділові центри:
- Азербайджан: Азербайджанський діловий центр (вул. Бакінська, б. 100)[68]

Міста побратими:
До міст-побратимів Астрахані входять:
| Країна, регіон | Місто-побратим | Рік встановлення зв'язку |
| -------------- | -------------- | ------------------------ |
| Казахстан      | Атирау         | —                        |
| Індія          | Ахмадабад      | —                        |
| Азербайджан    | Баку           | —                        |
| Білорусь       | Брест          | 1999                     |
| Бенін          | Ґран-Попо      | 2003                     |
| Вірменія       | Єреван         | —                        |
| Росія          | Іваново        | 1998                     |
| Росія          | Йошкар-Ола     | 2001                     |
| Росія          | Казань         | 1997                     |
| Південна Корея | Кван'ян        | 2019                     |
| Росія          | Кисловодськ    | 1998                     |
| Словенія       | Любляна        | 1997                     |
| США            | Пемброк-Пайнс  | 1996                     |
| Іран           | Решт           | —                        |
| Болівія        | Русе           | 1998                     |
| Росія          | Ставрополь     | 1998                     |
| США            | Форт-Лодердейл | 1996                     |

З 2006 року місто є членом Євразійського регіонального відділення Світової організації «Об'єднані міста та місцева влада». Створена 2004 року за підтримки ООН Світова організація «Об'єднані міста та місцева влада» (англ. United Cities and Local Governments) об'єднує понад 1000 міст й асоціацій світу із 136 країн.
2014 року в Астрахані проходив IV Каспійський саміт, де узгоджувалися основні пункти майбутньої конвенції про правовий статус Каспійського моря.

## Економіка
- ТОВ «Газпром добыча Астрахань»
- ВАТ Суднобудівельний завод «Красные Баррикады»
- ЗАТ Судостроительно-судоремонтный завод «Ленина»
- ТОВ «АСПО»
- ВАТ «Астраханская судостроительная верфь»
- Суднобудівельно-Судноремонтний Завод ім. А. П. Гужвіна
- ВАТ «Астраханское стекловолокно»
- ВАТ «Астраханский завод резиновых технических изделий»
- ТОВ «Южная генерирующая компания — ТГК-8»
- Астраханський тепловозоремонтний завод

## Транспорт

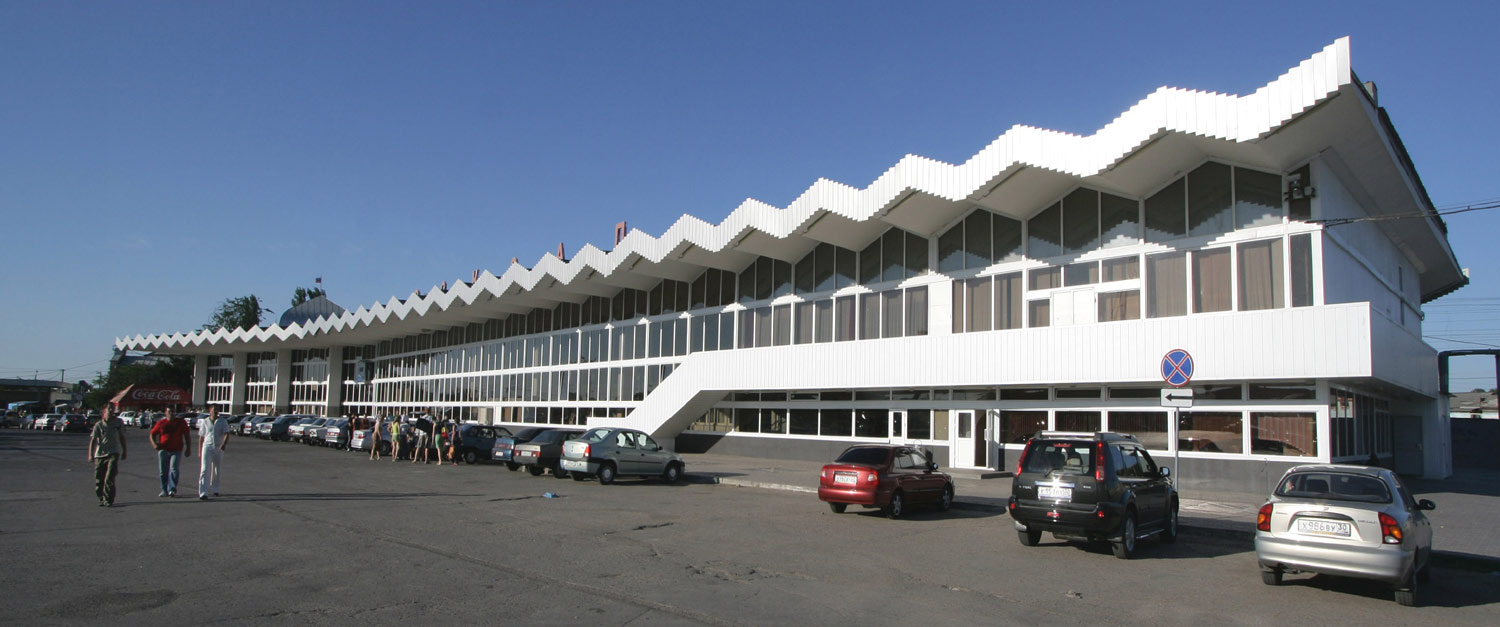
Залізничний вокзал Астрахані

- Аеропорт Астрахань імені Б. М. Кустодієва (колишній Наріманово). Регулярні щоденні рейси до Москви здійснюють авіакомпанії «Аерофлот», «Росія», «Побєда» та S7 Airlines. Також, станом на серпень 2022 року, є міжнародні рейси до Актау (Казахстан), Решт (Іран), Ош (Киргизстан), Баку (Азербайджан), Ургенч (Узбекистан).

За 16 км на північний захід від аеропорту Астрахань знаходиться військове летовище Приволзький. З 1963 до 1979 року воно було основним аеропортом Астрахані. На південний схід від міста Астрахань є два спортивні летовища Осипний Бугор і Три Протоки.
- Залізничні вокзали станцій Астрахань I й Астрахань II Приволзької залізниці. Залізницю до Астрахані провели 1909 року. У 1990–1998 роках та з 2002 року працюють електропоїзди на лінії Кутум — Аксарайська-1 та Кутум — Аксарайська-2.
- Автовокзал та 8 автостанцій. З центрального автовокзалу, що розташовується на Привокзальній площі, відправляються автобуси в Ростов-на-Дону, Таганрог, Краснодар, Сімферополь, Севастополь, Ставрополь, Волгоград, Владикавказ, Нальчик, Черкеськ, П'ятигорськ, Елісту, Вороніж, Казань, ряд міст і селищ Чорноморського узбережжя Кавказу, а також у Казахстан (Атирау) та Азербайджан (Баку).
- Громадський транспорт: 4 маршрути автобусів великої і середньої місткості, близько 100 маршрутів автобусів малої й особливо малої місткості.
- До 25 липня 2007 року в Астрахані працювала трамвайна мережа.
- До 1 листопада 2017 року працювало декілька маршрутів астраханського тролейбуса. Рішенням адміністрації роботу підприємства було припинено. Таким чином, протягом 10 років Астрахань повністю втратила міський електротранспорт.

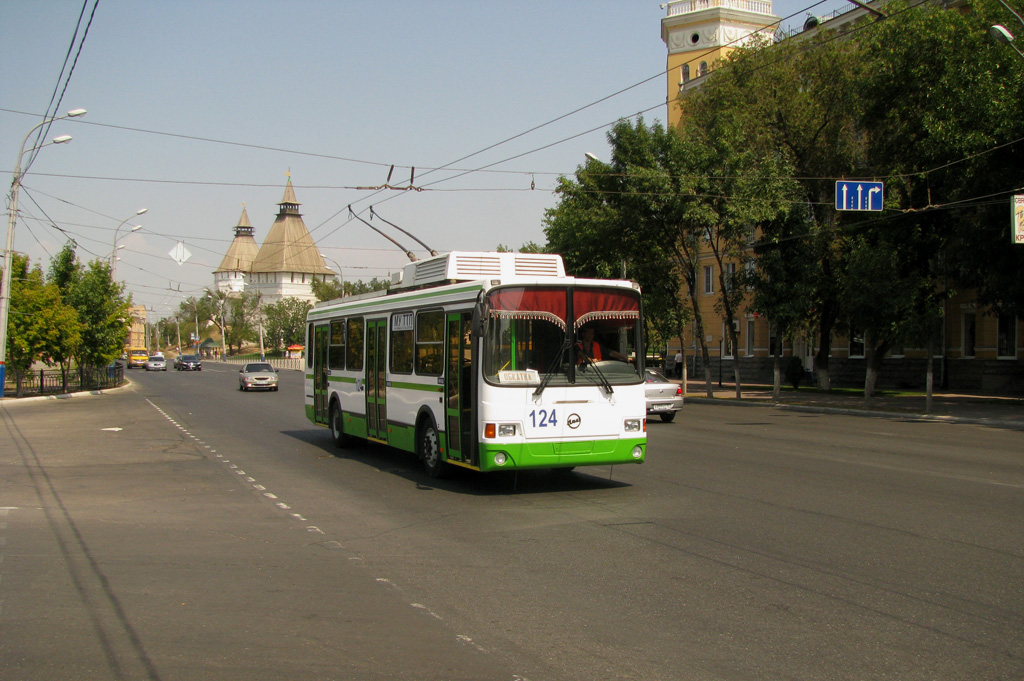
Астраханський тролейбус

- Морський порт Астрахань. В межах міста Астрахані працює понад 20 морських терміналів[76].
  - Порт ТОВ «ПФ „Стрілецьке — Термінал“», довжина причальної стінки 310 метрів, максимальне осідання суден 4,2 м.
  - ВАТ «Вантажова компанія „Армада“», довжина причальної стінки 175 метрів, максимальне осідання суден 4,5 м.
  - ВАТ «Астраханський порт» найбільша стивідорна компанія в Астрахані. Вантажні причали загальною протяжністю 690 метрів, максимальне осідання суден 4,8 м. Сьогодні входить до складу логістичної інвестиційної групи «Сафінат».
  - ТОВ «Юг-Термінал», довжина причальної стінки 150 метрів, максимальне осідання суден 4,5 м[77].
  - ТОВ «ВКФ „Білуга-Термінал“», довжина причальної стінки 90 метрів, максимальне осідання суден 4 м[77].
- Маршрутні таксі: 80 міських маршрутів і безліч приміських[78].
- Водний транспорт: місцевий маршрут Волгою на річкових теплоходах типу «Москва». Круїзні маршрути на річкових лайнерах.
- Мости:
  - Астраханський міст (новий)
  - Астраханський міст (старий)

## Культура
В Астрахані працюють 5 театрів:

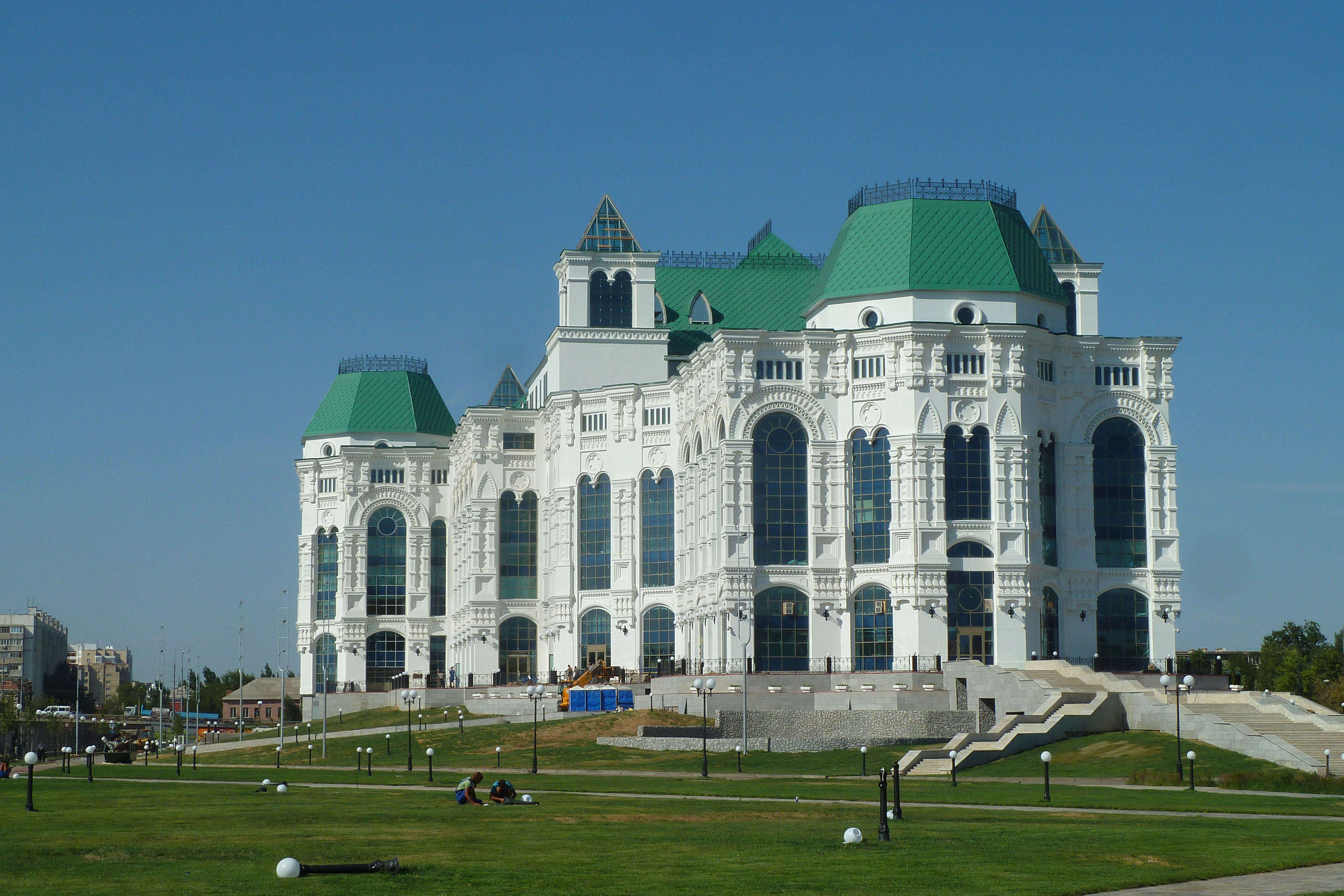
Астраханський державний театр опери і балету

1. Астраханський державний музичний театр
2. Астраханський державний театр ляльок
3. Астраханський державний театр юного глядача
4. Астраханський драматичний театр
5. Астраханський державний театр опери і балету відкрито 27 жовтня 2011 року. Побудовано на місці парку Леніна (з 2012 року — Театральний парк)[79]. Будівля театру одна із найбільших театральних будівель Європи.

У місті працюють філармонія, цирк.

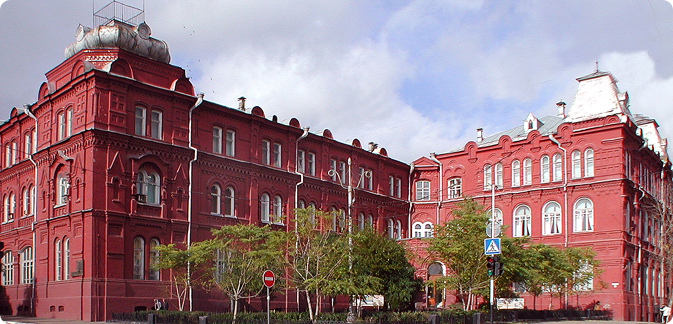
Астраханський державний об'єднаний історико-архітектурний музей-заповідник

В облаштуванні культурного життя міста бере активну участь обласний методичний центр народної культури. Під егідою ОМЦНК відбуваються різноманітні культурно-масові заходи, вистави, музичні і кінофестивалі.
З 1837 року в місті працює краєзнавчий музей, а з 1918 року картинна галерея. Також є музей-заповідник, обласна наукова бібліотека ім. Н. К. Крупської, дитяча бібліотека, юнацька бібліотека, бібліотека для сліпих, центр культури і мистецтва, будинок-музей осетрових риб, музей історії міста, музей бойової слави, музей культури Астрахані, будинок-музей Б. М. Кустодієва, будинок-музей Веліміра Хлєбнікова.
2008 року в місті пройшло VIII федеральне національне свято Сабантуй.

### Архітектура

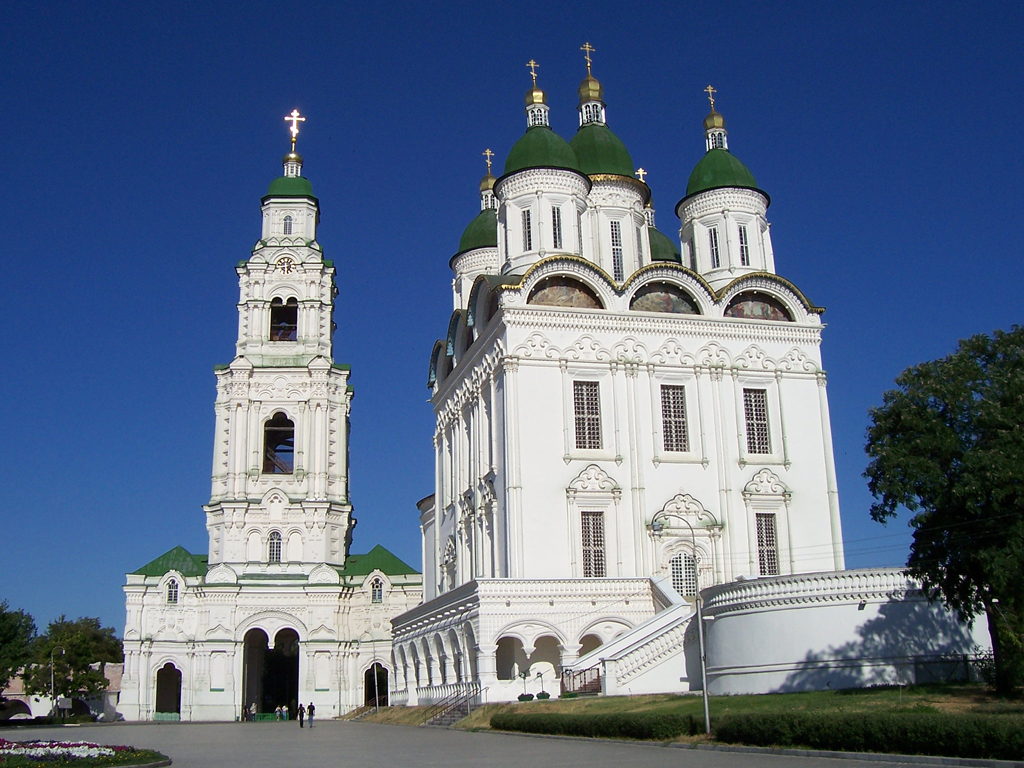
Успенський собор і дзвіниця Пречистенської брами. Астраханський кремль. Символи Астрахані.

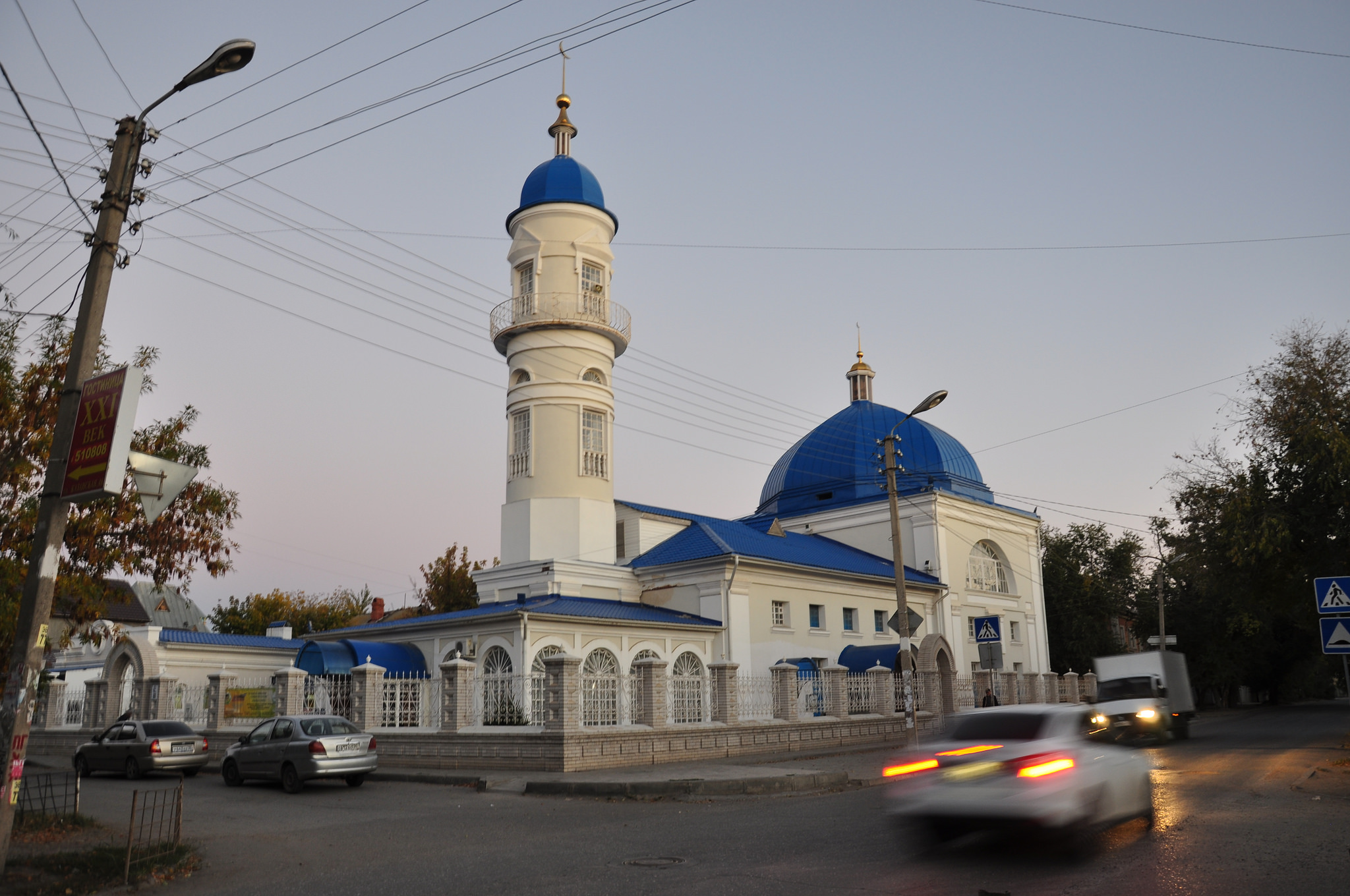
Біла мечеть

Землі Астрахані перетнуті рукавами і протоками, що відходять від волзького русла на південний схід (Болда, Кутум, Царьов, Кізань). Це зумовило в ньому зведення безліч мостів, перекинутих через річки і єрики, що ріднить місто із Санкт-Петербургом, як і те, що тут бував московський цар Петр I 1722 року, доклавший зусилля до розвитку Астрахані як волго-каспійського порту.
Середмістя, історично утворене ядро, є островом, що омивається водами Волги, Кутума, Царьова і єриком Козачий. На найвищому пагорбі спорудили Астраханський кремль (1580–1620; зодчий Дорофій Мякішев, будівельники Михайло Вельямінов і Дей Губастий), що сходить лівим берегом Волги майже до набережної, з білокам'яними стінами, 4 глухими і 3 проїзними вежами. Нижче кремля раніше розташовувався посад (Біле місто) з протягнутими вздовж пагорба вулицями, що сікли його (планування збереглося).
На території кремля знаходяться:
- Успенський собор (1698–1710, зодчий Дорофій Мякішев), кубічний, п'ятиголовий, з багатим оздобленням фасаду і з відкритою арочною галереєю, що складає єдиний архітектурний комплекс з Лобним місцем;
- Троїцький собор (XVI–XVIII ст.),
- Архієрейський будинок (XVI–XVIII ст.), з домовою церквою,
- Гауптвахта (1807),
- Кирилівська каплиця (XVIII–XIX ст.) тощо.

1769 року було затверджено генеральний план Астрахані (архітектор А. В. Квасов), за яким місто отримало регулярне планування з квадратною Генерал-губернаторською (Плац-парадною) площею, забудованою по периметру будинками в стилі класицизму: будинок генерал-губернатора (1790-ті роки), довга (нині закладена) аркада, Московський торговий дім (1790) тощо. Середмістя забудоване за «зразковими проєктами», набережні зі садибними комплексами і маєтками з'єднано з іншими частинами міста численними мостами. У центрі колишнього Білого міста збереглися обійстя східних купців, мечеті, римо-католицький храм Успіння Богородиці (1762–1778); астраханська католицька церква була третім за часом заснування католицьким храмом у Росії (після петербурзького і московського). XIX століття місто було реконструйовано, було зведено розкішні маєтки, банки, торгові заклади в стилі модерн.

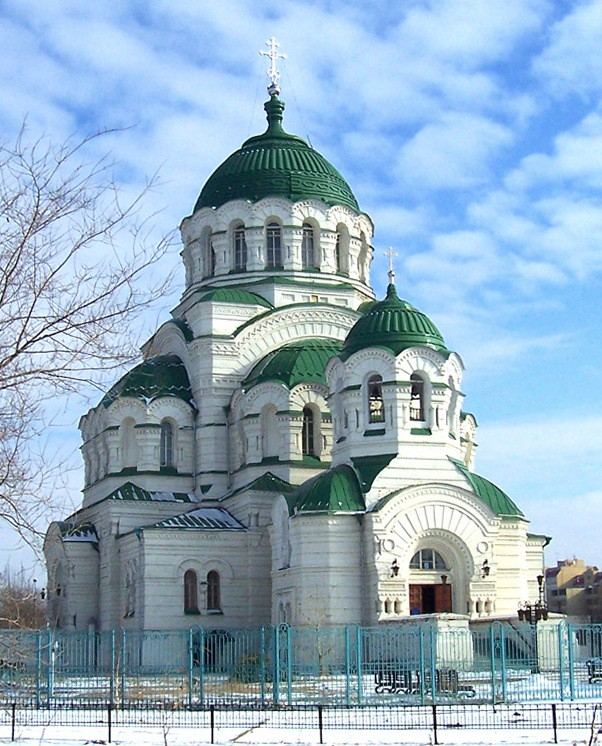
Собор Рівноапостольного князя Володимира, одна з міських домінант
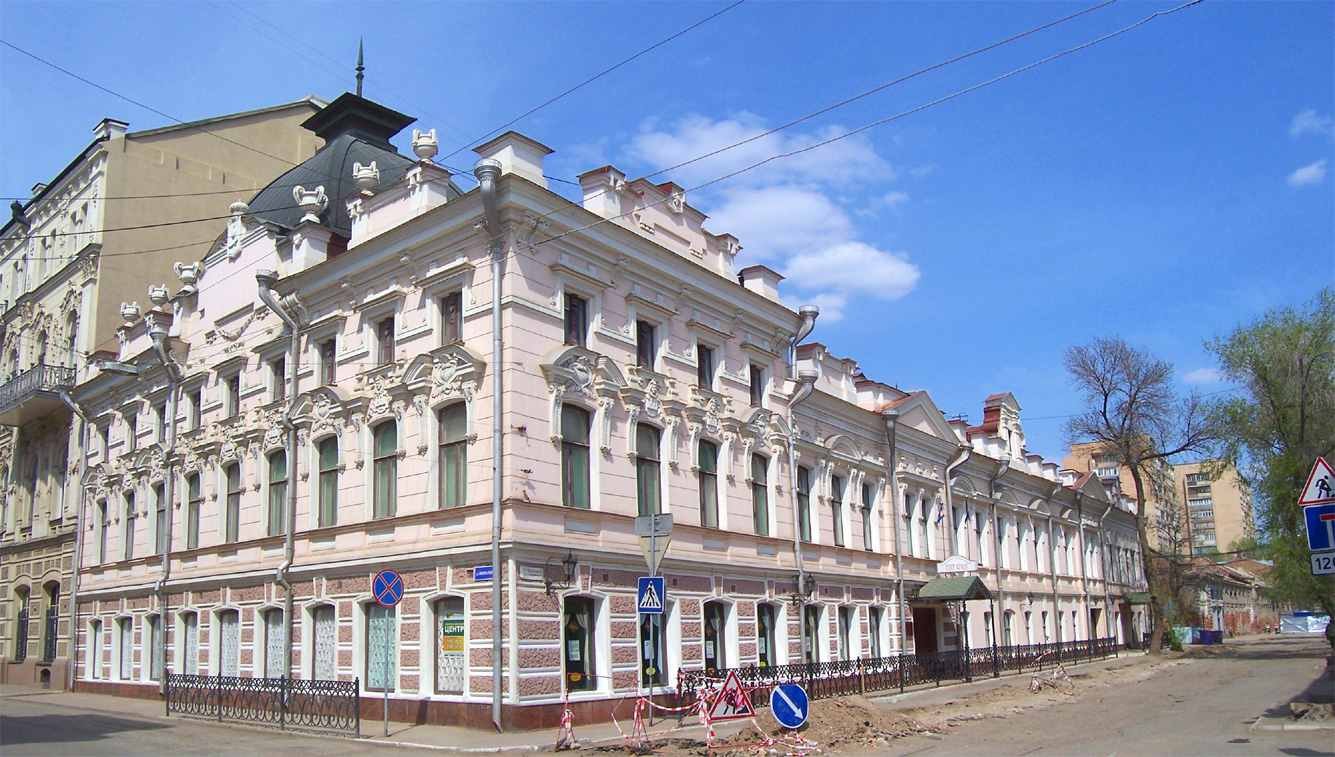
Астраханський державний театр ляльок
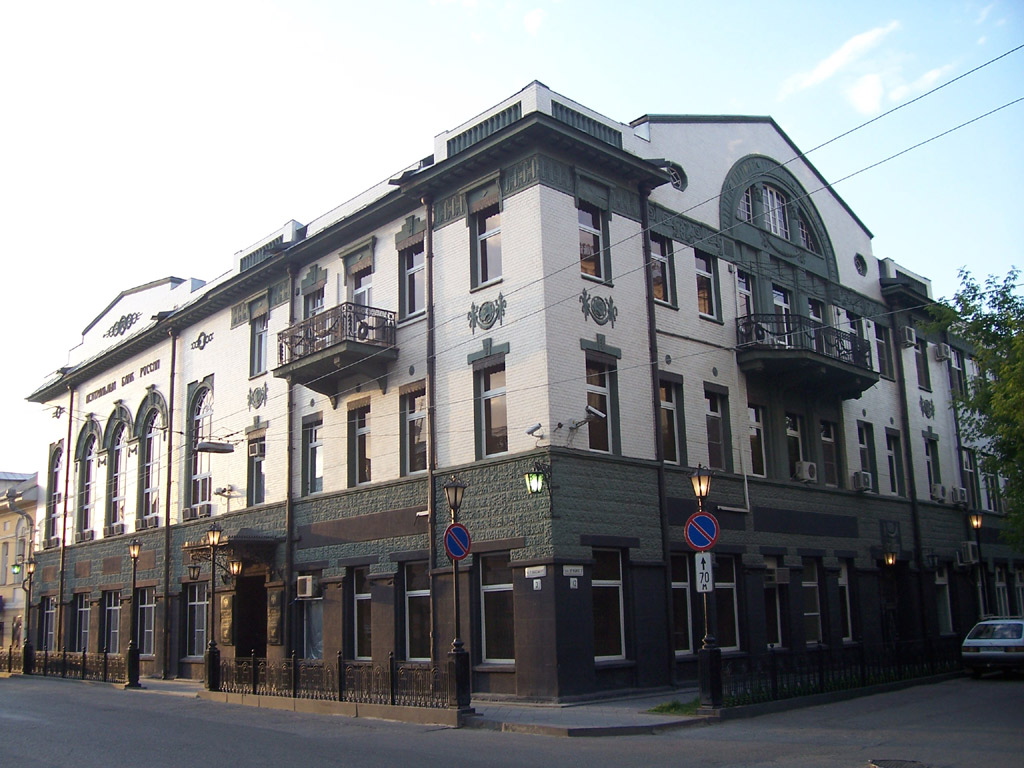
Будівля колишнього Азовсько-Донського банку
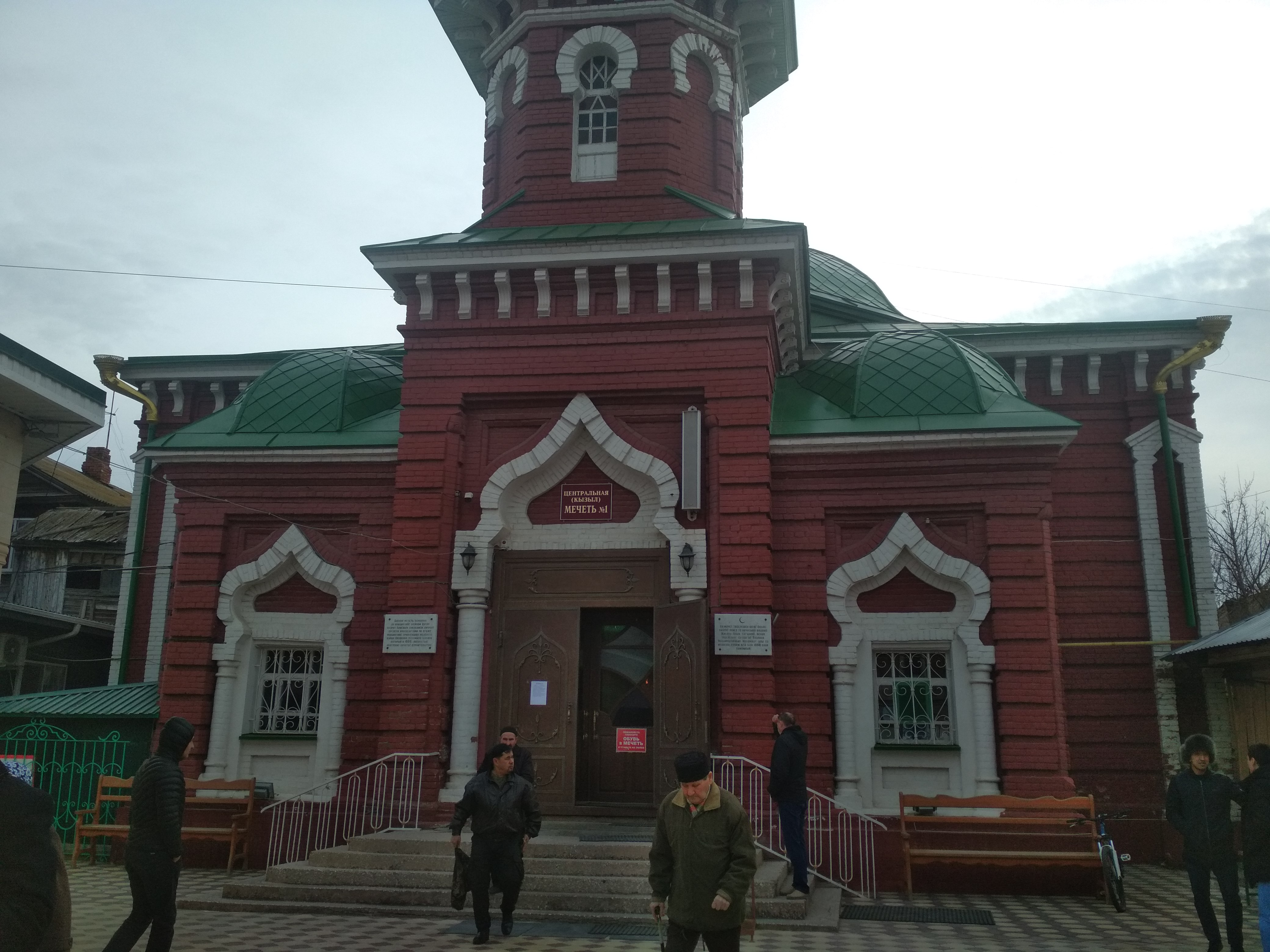
Червона мечеть

Втрачені храми (деякі)
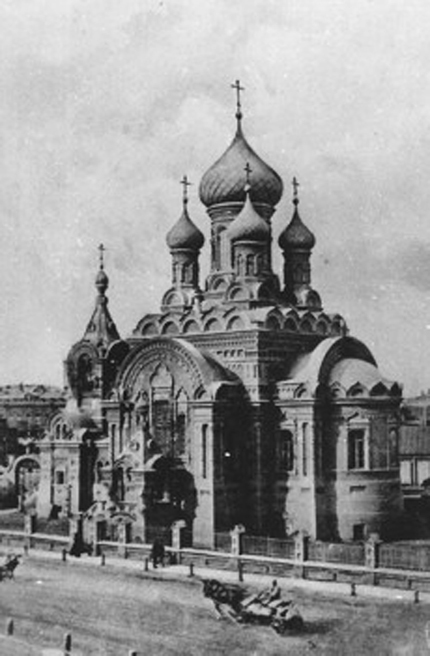
Вознесенська єдиновірча церква (знесено 1933)
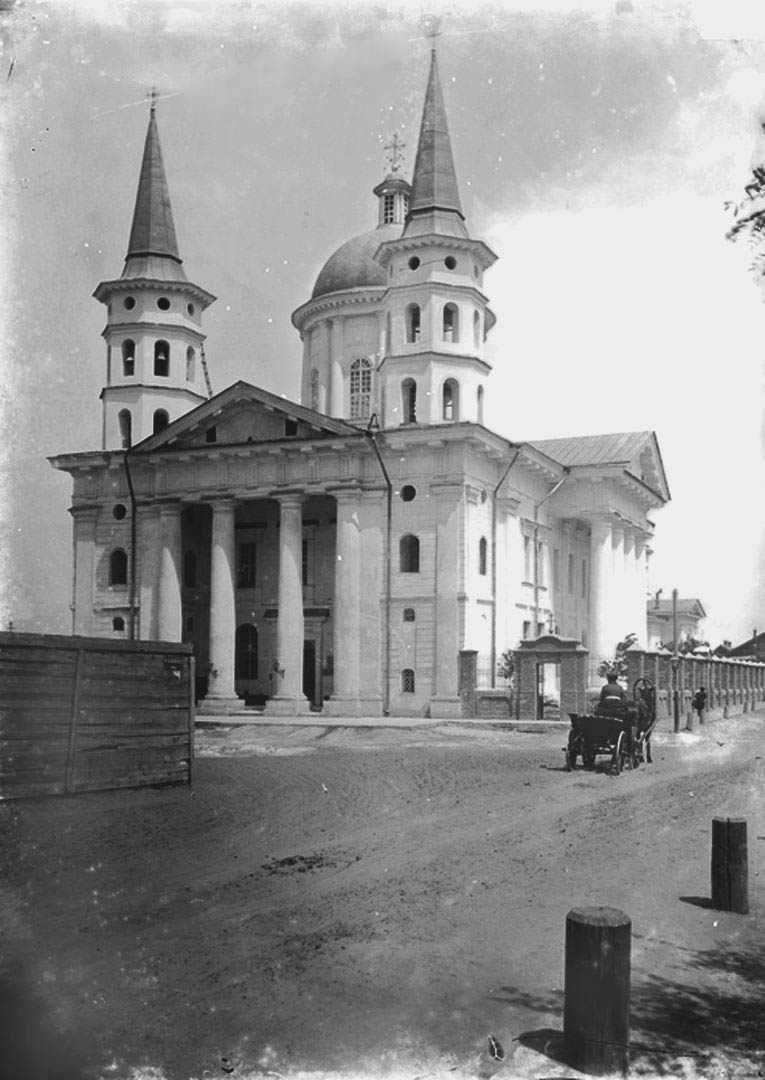
Вірменська церква Петра і Павла (знесено 1934)
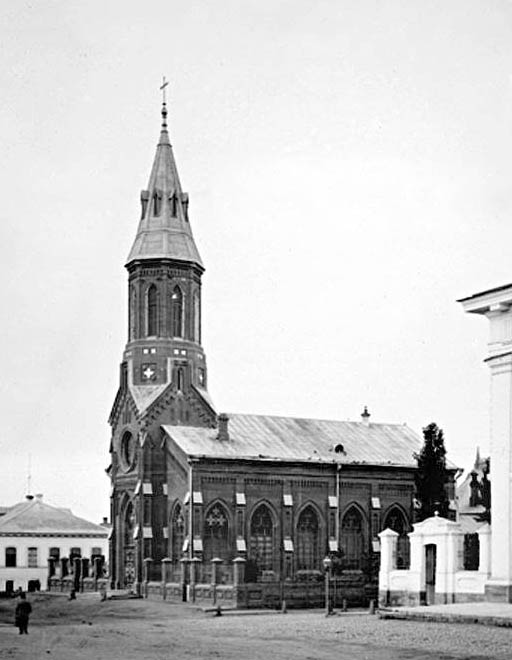
Лютеранська кірха (перебудовано в житловий будинок 1939 року)
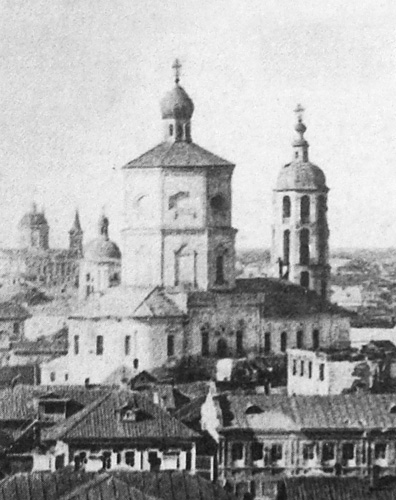
Церква Хрестовоздвиженська (знесено 1933))
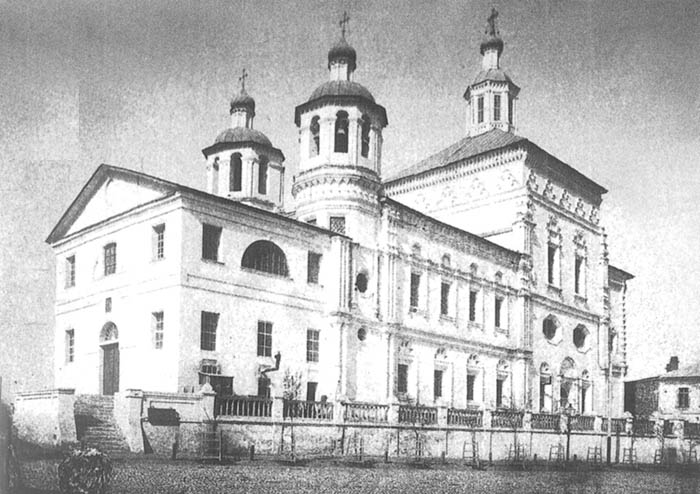
Церква Різдва Пресвятої Богородиці (знесено 1934, на її місці 1952 року збудовано житловий будинок)
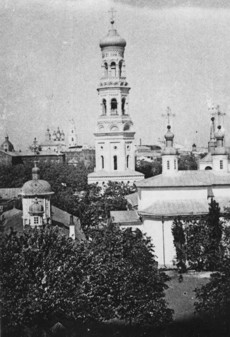
Дзвіниця Благовіщенського монастиря (знесено 1918, відновлено у травні-вересні 2014)

### Визначні пам'ятки
На території Астрахані розташовані:
- будівля колишнього Азовсько-Донського банку, а нині будівля ГУ Банку Росії по Астраханській області, 1910, архітектор Федор Іванович Лідваль;
- маєток Губіна, кінець XIX століття (Червона Набережна, 7);
- шатрова вежа огорожі Спасо-Преображенського монастиря (початок XVIII століття) зі вставками з поліхромних кахлів;
- Демидівське подвір'я (XVII–XVIII століття);
- церква Іоанна Златоуста (1763; «восьмерик на четверик» з багатим скульптурним декором; перебудовано XIX ст.);
- будинок Астраханського козачого війська, 1906 (архітектор В. Б. Вальковський);
- кінотеатр «Октябрь» з особливим зимовим садом-дендрарієм (наразі закрито на реставрацію);
- Індійське торгове подвір'я;
- Вірменське подвір'я;
- Перське торгове подвір'я;
- дерев'яні житлові будинки в російському чи ропетівському стилі;
- Обласна наукова бібліотека імені М.К.Крупської;
- Лебедине озеро у середмісті;
- Успенський катедральний собор;
- Пречистенська соборна дзвіниця;
- Микільська надбрамна церква;
- Покровський катедральний собор;
- Іоано-Золотоустівський храм;
- Іоанно-Предтеченський чоловічий монастир;
- Казанська церква;
- Собор Рівноапостольного князя Володимира, 1895–1904 (за радянських часів у будівлі розташовувався автовокзал, 1999 р. храм передано православній церкві);
- Іоанно-Предтеченська церква;
- Спасо-Преображенська церква;
- Старообрядницька Покровська церква (колишня Христоріздвяна церква);
- Свято-Микільський храм на о. Заячим;
- Храм Казанської ікони Божої Матері в селі Іллінка;
- Чуркінський монастир;
- Благовіщенський монастир;
- Введенський храм;
- Духосуспільна церква;
- Петропавлівська церква;
- Церква Різдва Пресвятої Богородиці;
- Церква Христа Спасителя;
- Церква Св. Олександра Невського;
- Храм в ім'я Святого великомученика і цілителя Пантелеїмону — АЦКК, «Тінакі»;
- Троїцький монастир;
- Скульптура «Святий Хрест»;
- Астраханська телевежа;
- Тріумфальна арка на честь 300-річчя Астраханської губернії
- Біла мечеть;
- Чорна мечеть;
- Червона мечеть;
- Зелена мечеть;
- Перська мечеть (потребує реконструкції);
- Ногайська мечеть

### Пам'ятники
- пам'ятник туркменському поетові Махтумкулі Фрагі на вул. Татищева у сквері «Студентський» неподалік будівлі АДУ;
- пам'ятник Курмангази на вул. Радянській/Калініна, навпроти скверу «Вірменія»;
- пам'ятник Габдуллі Тукаю на вул. Адмірала Нахімова/Александрова;
- пам'ятник філософу Омару Хаяму на вул. Татищева у сквері «Студентський» неподалік будівлі АДУ;
- пам'ятник В. І. Леніну на Площі Леніна (скульптор З. І. Азгур, 1956–1957);
- скульптура «Калыханка» (зодчий З. І. Азгур, 1955) вул. Ахшарумова;
- пам'ятник О. С. Пушкіну (скульптор З. І. Азгур, 1954) на вул. Комуністична/Радянська;
- пам'ятник С. М. Кірову (1932);
- пам'ятник загиблим прихильникам за встановлення радянської влади в Астрахані (1920) вул. Василия Тредіаковського;
- пам'ятник загиблим воїнам 28-ої армії (1960, перебудовано 1977) вул. Савушкіна;
- пам'ятник загиблим прихильникам за встановлення радянської влади в Астрахані (1977);
- пам'ятник А. Є. Трусову на вулиці Еспланадній біля ЦУМу;
- пам'ятник С. М. Кірову на вулиці Чернишеського;
- пам'ятник «Дзержинський з дитиною» у сквері ім. Дзержинського (вул. Дзержинського);
- погруддя Ф. Е. Дзержинського біля входу в УФСБ РФ по Астраханській області на вулиці Свердлова;
- пам'ятник «Сім'я нафтовика» на вулиці Набережна Приволзького затону, біля Лебединого озера;
- пам'ятник «Волоба-годувальниця»;
- скульптури на Волзькій набережній: «Дама з песиком» та «Хлопчик-чистильник взуття»;
- пам'ятник В. І. Леніну у парку ім. В. І. Леніна у Трусівському районі;
- пам'ятник В. І. Леніну навпроти входу до колишнього заводоуправління АЦКК;
- пам'ятник В. І. Леніну на вул. Космонавта Комарова;
- пам'ятник В. І. Леніну у парку ім. 10-річчя Жовтня;
- пам'ятники на бульварі Перемоги: танк Т-34-85, гармати ЗІС-3, пам'ятник загиблим кораблям, пам'ятник Героям СРСР;
- пам'ятник-меморіал Чорний тюльпан вул. М. Островського;
- пам'ятник астраханським прикордонникам вул. М. Островського;
- пам'ятник Святим Петру і Февронії Муромським вул. Печенізька;
- пам'ятник Петру I на вулиці Бабефа;
- погруддя Мусе Джалілю на вулиці Татищева у сквері «Студентський» недалеко від будівлі АДУ;
- пам'ятник природи «Астраханський дуб» вул. Мінусинська;
- погруддя Миколаю Скоморохову на перетині вулиць бульвар Перемоги/Бертюльська.
- погруддя Абдул-Хаміду Джанібекову на перетині вулиць Набережна Приволзького затону/Джанібекова

### Парки і сквери
Ленінський район
- парк «Театральний» вул.Анрі Барбюса/Комуністична/Академіка Корольова/Марії Максакової;
- парк ДРЕС вул. Яблочкова/Сун Ят-Сена;
- сквер «Студентський» вул. Татищева/пер. Смоляної/Савушкіна/Латишева;
- алея Газовиків вул. Бабаєвського/Житлова;
- сад ім. Татищева пр. Геолога Бориса Волкова;
- сквер ім. 60-річчя Сталінградської битви вул. Комсомольська Набережна/б-р Перемоги;
- парк «Залізничників» вул. Берінга;
- парк «Віра» вул. Татищева

Кіровський район
- сквер Ульянових вул. Адміралтейська/Василя Тредіаковського;
- сквер «Чорнобильський» вул. Перемоги;
- сквер «Вірменія» вул. Радянська/Калініна;
- сквер Перемоги вул. Перемоги;
- сквер «Нафтовик» вул. Червона Набережна/Комуністична/Раскольнікова;
- сквер ім. С. М.Кірова вул. Радянська/Кірова;
- сквер ім. А. Є. Трусова вул. Кірова/Еспланадна;
- сквер ім. О. С. Пушкіна вул. Комуністична/Радянська;
- сквер ім. Г. Алієва вул. Набережна Приволзького затону;
- площа Леніна;
- площа Петра I пр-т. Губернатора Анатолія Гужвіна/Бабефа;
- сквер Філармонії вул. Молодої гвардії/Володарського;
- Братський сад вул. Кірова/Радянська/Василя Тредіаковського/Ахматовська;
- Морський сад вул. Радянська/Михайла Аладьїна/Молодої гвардії;
- парк культури і відпочинку «Аркадія» вул. Академіка Корольова/Калініна;
- парк «Дружба» вул. Набережна Приволзького затону;
- Петровська набережна;
- алея Сім'ї вул. Набережна Приволзького затону;
- алея Слави Землі Астраханської пр-т. Губернатора Анатолія Гужвіна/Анатолія Сергєєва;
- алея Астрахань-Зіген Петровська набережна;
- алея Співробітництва Петровська набережна;
- алея Військової слави вул. Набережна Приволзького затону біля будівлі ДОСААФ;

Радянський район
- сквер ім. Габдулли Тукая вул. Адмірала Нахімова/Александрова;
- сквер Ветеранів вул. Бойова/Сахалінська;
- алея воїнів-інтернаціоналістів вул. М. Островського/Зоряна;
- бульвар Енергетиків вул. М. Островського/Зоряна;
- садок Велосипедистів вул. М. Островського;
- парк культури і відпочинку «Планета» вул. М. Островського/Зоряна/Космонавтів;
- парк «Дружба» вул. М. Островського/Бойова/Б.Хмельницького;

Трусівський район
- алея Ветеранів вул. Мосіна/пр-т Бумажніков;
- алея Військової слави вул. Мосіна/Мехоношина/Коновалова;
- парк «Приволжя» вул. Набережна Волзьких Зорь/Староастраханська;
- парк ім. ІІІ Інтернаціоналу вул. Вільямса/Паркова;
- парк ім. В. І. Леніна вул. Луначарського;
- парк Любові, сім'ї і вірності вул. Печенізька/Комсомольська;
- алея Віри, Надії і Любові вул. Печенізька/Комсомольська;
- парк ім. 10-річчя Жовтня вул. Капітана Краснова/Капітанська;
- сквер ім. Ф. Е. Дзержинського вул. Дзержинського/Карла Маркса;
- сквер Будівельників пр-т Бумажніков/Флемінга

## Спорт
В Астрахані базуються такі спортивні клуби:

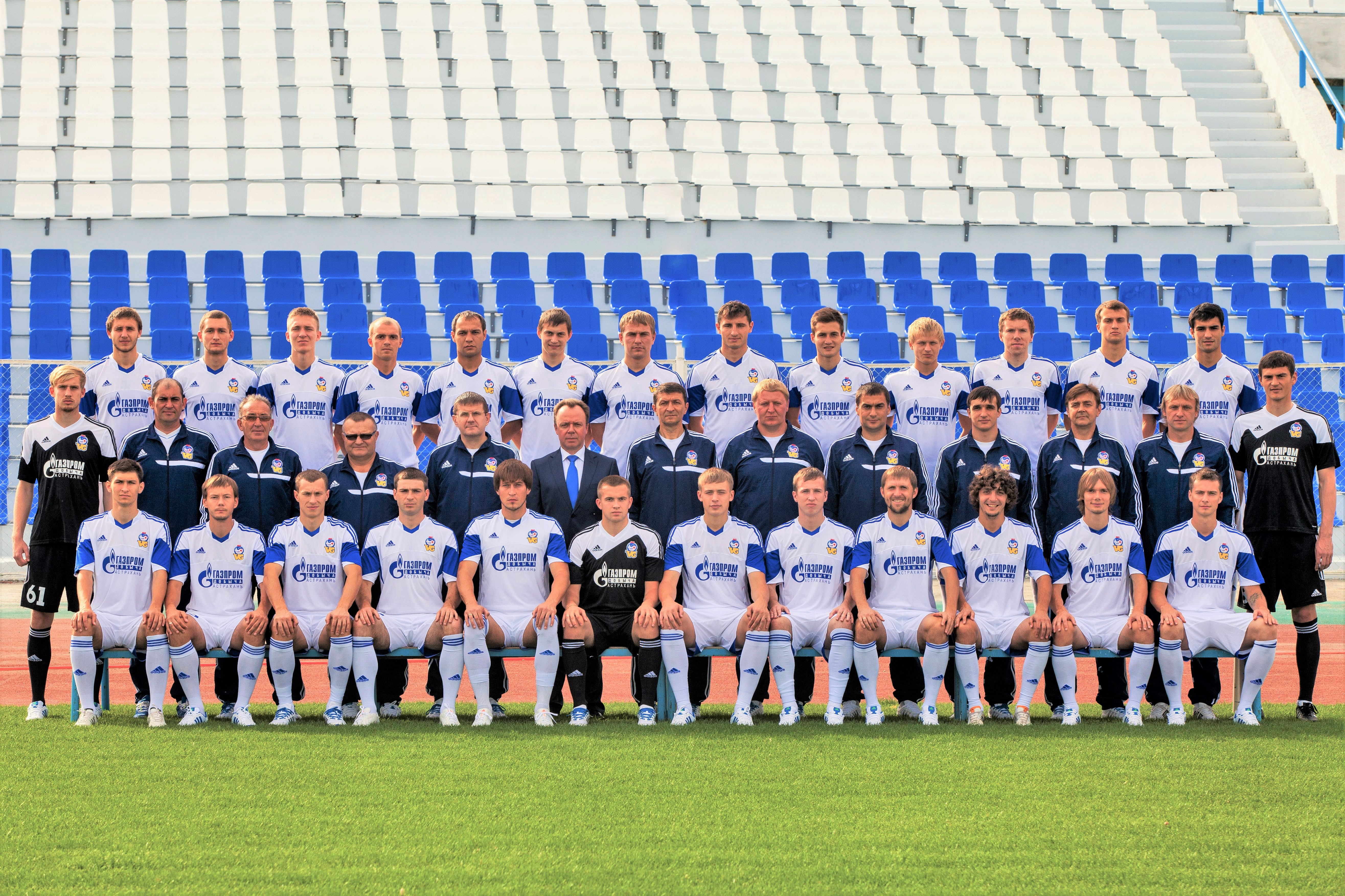
ФК «Волгар». Сезон 2013–2014 рр.

- футбольний клуб «Волгар» (засновано 1960 року), учасник більшості сезонів першості Росії Футбольної національної ліги (Першого дивізіону) XXI століття. В його складі розпочинав свою кар'єру найкращий воротар світу 1988 року, уродженець міста Астрахані Рінат Дасаєв. У 3-му ешелоні російського професійного футболу у 1990-х роках грав ФК «Астратекс» (розформовано), у XXI столітті — ФК «Астрахань» (колишній «Судостроитель»);
- гандбольний клуб «Динамо» (1978), чемпіон СРСР 1990 року, багаторазовий призер національної першості, незмінний її учасник із 1980-х років;
- жіночий гандбольний клуб «Астраханочка» (1993), чемпіон Росії 2016, незмінний її учасник з 1998 року;
- ватерпольний клуб «Динамо», бронзовий призер чемпіонату Росії 2015 року.

Астраханський гандбол більше, ніж інші види спорту, увійшов до історії астраханського та російського спорту, делегував до національної збірної безліч гравців, переможців і призерів міжнародних турнірів. Окрім згаданих видів спорту, хороші традиції має участь астраханців у змаганнях з академічного веслування і художньої гімнастики.

## Охорона здоров'я
Лікарні

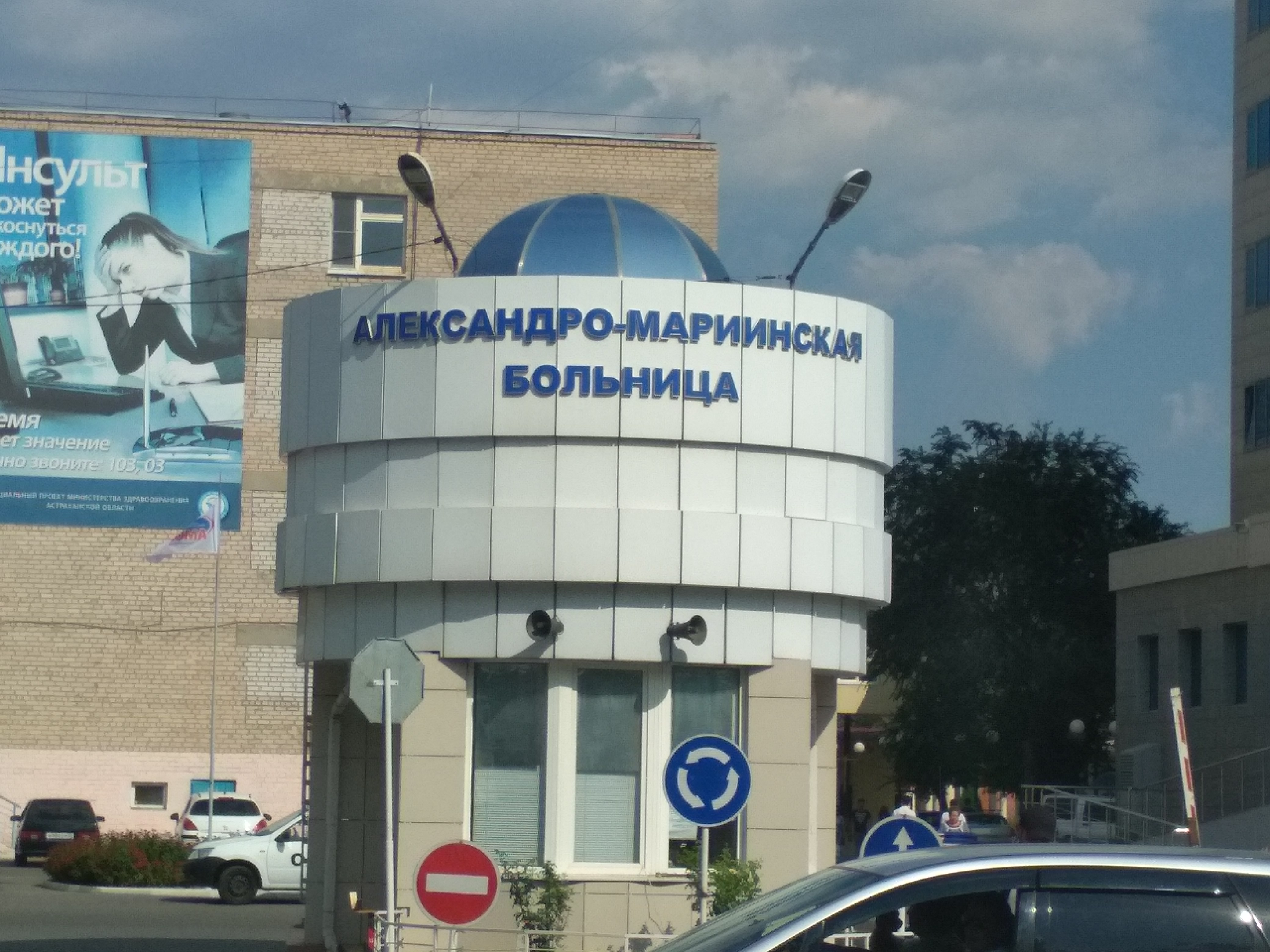
Александро-Маріїнська лікарня

- Олександро-Маріїнська обласна клінічна лікарня вул. Татищева, 2;
- Астраханська клінічна лікарня вул. Максима Горького, 12, 14;
- Міська клінічна лікарня №2 ім. братів Губиних вул. Кубанська, 1;
- Міська клінічна лікарня №3 ім. С. М. Кірова вул. Хібінська, 2;
- Обласна інфекційна клінічна лікарня імені А. М. Нічоги вул. Началівське шосе, 7;
- Обласна клінічна психіатрична лікарня вул. Началівське шосе, 15;
- РЖД-Медицина вул. Сун Ят-Сіна, 62;
- Приволзька районна лікарня вул. Александрова, 9А;

Дитячі лікарні
- Дитяча консультація, Астраханська клінічна лікарня вул. Капітанська 22;
- Обласна дитяча клінічна лікарня ім. Н. Н. Силищової вул. Медиків, 6;
- Структурний підрозділ №1, Обласна дитяча клінічна лікарня ім. Н. М. Силищової вул. Татищева, 2;
- Структурний підрозділ №2, Обласна дитяча клінічна лікарня ім. Н. М. Силищової вул. М. Островського, 119;
- Структурний підрозділ №3, Обласна дитяча клінічна лікарня ім. Н. М. Силищової вул. Іхтіологічна, 1.

Центри і диспансери
- Обласний лікарсько-фізкультурний диспансер вул. Татищева, 56Б, 42А;
- Обласний кардіологічний диспансер вул. Адмірала Нахімова, 133;
- Обласний шкірно-венерологічний диспансер вул. Марії Максакової, 6;
- Обласний клінічний протитуберкульозний диспансер вул. Началівське шосе, 7У;
- Обласний наркологічний диспансер вул. Адмірала Нахімова, 70В;
- Обласний онкологічний диспансер вул. Б. Алексєєва, 57;
- Федеральний центр серцево-судинної хірургії вул. Покровський Гай, 4;
- Астраханська філія ФДБУ «Національний медичний дослідницький центр оториноларингології ФМБА Росії» вул. Татищева, 2к7;
- ФБУЗ «Центр гігієни та епідеміології в Астраханській області» вул. Кірова, 89А

## Відомі люди
- Черкасов Микола Петрович (1884—1944) — російський актор
- Свердлін Лев Наумович (1901—1969) — радянський російський актор.
- Оржеховський Орест Адріанович (1905—1994) — український кінооператор
- Любезнов Іван Олександрович (1909—1988) — російський актор.
- Чекмарьов Віктор Костянтинович (1911—1987) — радянський російський актор.
- Янковський Марко Ілліч (1915—1980) — український сценограф.
- Панченко Платон Миколайович — український поет.
- Абраменко Ірина Вікторівна — лікар. Доктор медичних наук (1994).
- Венчислав Глинський (1921—2008) — польський актор театру, кіно, радіо і кабаре
- Тимошко Тамара Михайлівна (* 1942) — українська артистка оперети
- Етінгер Лев Маркович (* 1948) — український композитор.

## Військово-морська база
В Астрахані розташована військово-морська база Каспійської флотилії Росії. В базі дислокується 73-я гвардійська бригада кораблів охорони водного району:
- 327-й гвардійський Бєлградський дивізіон артилерійських кораблів (4 малих артилерійських корабля і 5 артилерійських катерів)
- 198-й дивізіон мінно-тральних кораблів (5 рейдових тральщиків).
- авіабаза Приволзький